# Manfred Johannes Junggeburth
Manfred Johannes Junggeburth (* 1956 in Elsdorf) ist ein deutscher Journalist, Künstler, Kulturmanager und Naturwissenschaftler.

## Leben
Junggeburth erhielt eine Ausbildung in Köln zum Kommunikationstechniker. Danach belegte er ein Studium an der FH und RWTH in Aachen und leistete wissenschaftliche Mitarbeit an Projekten der elektronischen Farbbildverarbeitung. Er war Freier Journalistische Mitarbeiter bei der Kölnischen Rundschau, der Süddeutschen Zeitung, des Rheinischen Merkur, der Rheinischen Post und dem Magazin art.
Junggeburth verfasste Reportagen und Biographien zu Heinrich Böll, Max Ernst und Christo. Internationale Arbeit erbrachte er für die Corporate Identity des Max-Ernst-Museums in Brühl bei Köln. Er beschäftigte sich mit der künstlerischen Leitung, Marketing und Konzeption des Veranstaltungshauses „MEDIO-Rhein-Erft“ in Bergheim. Außerdem lieferte er künstlerische Arbeiten für Hermann Josef Baum und Magdalena Jetelová.

## Publikationen
- 1Artshop GmbH, Waldemar Jan Erdtmann (Hrsg.): Turm-Kunst. V-V-Verlag, Bergheim 2006, ISBN 3-9806994-9-8 (Bilder).
- Kerpen – Gesichter einer Stadt.
- alt und neu. (Fotoreportagen über die Region Etzweiler, die aufgrund des Tagebaus Hambach abgebaggert wurde).
- Reuschenberg. (Fotoreportage über die Familie und die Burg Reuschenberg, die dem Tagebau Hambach zum Opfer fiel).
- Bernhard Hennen, Manfred J. Junggeburth: Wolfsspuren. Eine Geschichte zwischen Fantasy und Wirklichkeit. V-V-Verlag, Bergheim 2003, ISBN 3-9806994-7-1 (Journalistische Arbeit zum „Werwolf von Epprath“).

## Preise
- Marketingpreis für die Konzeption „Bergheimer Lichtwege“ im Landeswettbewerb „Ab in die Mitte“
- Landespreis von RWE Naturgas für die Performance „Feuer-Erde-Wasser-Luft“
- Bundesweiter Layout-Preis für das Layout der Sportzeitschrift „djk“
- Bundesweiter Layout-Preis für den Gemeindebrief der evangelischen Kirchengemeinde